# Masalia rhodomelaleuca
Masalia rhodomelaleuca là một loài bướm đêm trong họ Noctuidae.